# Sōichirō Yamamoto
Sōichirō Yamamoto (jap. 山本 崇一朗 Yamamoto Sōichirō; ur. 31 maja 1986 w Tonoshō) – japoński mangaka, znany przede wszystkim z mang Teasing Master Takagi-san, Kunoichi Tsubaki no mune no uchi i Soredemo Ayumu wa yosetekuru.

## Życiorys
Yamamoto urodził się i wychował w mieście Tonoshō na Shōdoshimie, wyspiarskiej części prefektury Kagawa. Jego rodzinne miasto posłużyło później jako sceneria dla mangi Teasing Master Takagi-san. Jest absolwentem Wydziału Sztuki Uniwersytetu Kyōto Seika.
W 2020 roku zdobył nagrodę Shōgakukan Manga w kategorii shōnen, remisując z serią Chainsaw Man autorstwa Tatsukiego Fujimoto.

## Twórczość
- Teasing Master Takagi-san (2013–2023)[5][6]
- Fudatsuki no Kyoko-chan (2013–2016)[7]
- Ashita wa doyōbi (2014–2015)[8]
- In the Heart of Kunoichi Tsubaki (2018–2023)[9][10]
- Soredemo Ayumu wa yosetekuru (2019–2023)[11][12]
- Kaijū no tokage (2019–2020)[13]